# Brothers and Sisters (chanson)
Pour les articles homonymes, voir Brothers and Sisters.
Singles de Coldplay
Shiver
(2000)
Brothers and Sisters est le tout premier single de Coldplay, alors que le groupe était encore à ses débuts. Il est sorti en 1998 et est extrait du deuxième Extended Play (EP) de Coldplay appelé Brothers and Sisters EP.